# Maria Bolikova
Maria Bolikova (Russisch: Мария Боликова) (Elista, 23 mei 1977) is een Russische atlete, die gespecialiseerd is in de 100 m.

## Loopbaan
Bolikova werd vijfde op de Europese indoorkampioenschappen van 2005 in Madrid op de 60 m en vierde op de wereldindoorkampioenschappen van 2006 in Moskou. Op de wereldkampioenschappen van 2005 in Helsinki sneuvelde ze in de halve finale met een tijd van 11,31 s.

## Titels
- Russisch indoorkampioene 60 m - 2003, 2006

## Persoonlijke records
Outdoor
| Onderdeel   | Prestatie | Datum            | Plaats  |
| ----------- | --------- | ---------------- | ------- |
| 100 m       | 11,20     | 10 juli 2005     | Toela   |
| 200 m       | 23,97     | 27 mei 2006      | Praag   |
| verspringen | 5,52      | 19 augustus 2002 | Olsztyn |

Indoor
| Onderdeel | Prestatie | Datum            | Plaats |
| --------- | --------- | ---------------- | ------ |
| 50 m      | 6,30      | 5 maart 2010     | Liévin |
| 60 m      | 7,04      | 4 februari 2006  | Samara |
| 200 m     | 24,28     | 18 februari 2004 | Moskou |

## Palmares

### 60 m
- 2003:  Russische indoorkamp. - 7,11 s
- 2005: 4e EK indoor - 7,29 s
- 2006:  Russische indoorkamp. - 7,20 s
- 2006: 5e WK indoor - 7,17 s

### 100 m
- 2005: 8e in ½ fin. WK - 11,31 s (in ¼ fin. 11,27 s)